# Báč
Báč (hongrois : Bacsfa) est un village de Slovaquie situé dans la région de Trnava.

## Histoire
Première mention écrite du village en 1319.

## Démographie

### Évolution de la population
| Année:               | 1994. | 2004.   | 2014.   | 2024.   |
| -------------------- | ----- | ------- | ------- | ------- |
| Nombre de personnes: | 580   | 526     | 552     | 553     |
| Différence:          |       | -9,31 % | +4,94 % | +0,18 % |

| Année:               | 2023. | 2024.   |
| -------------------- | ----- | ------- |
| Nombre de personnes: | 552   | 553     |
| Différence:          |       | +0,18 % |